# Raoul Petite
Raoul Petite ist eine zur Zeit elfköpfige französische Rockband aus Apt. Die Band besteht aus dem Sänger Christian Picard, genannt Carton, und den Sängerinnen Cathy Casy, genannt Annie Cordy, Juliette Masse und Armelle de Tugny. Unterstützt werden sie von sieben weiteren Musikern: Markus Marc Ceccaldi (Gitarre), Le Nain Alain Nicolas (Klavier), Klem Clément Aubert (Bass), Mario Illa (Schlagzeug), Mau Manuel Rubio (Saxophon), Tibo Biabo (Posaune) und Math Mathieu Esterni (Trompete). Im Laufe der Jahre variierte die Anzahl der aktiven Musiker immer wieder.

## Bandgeschichte

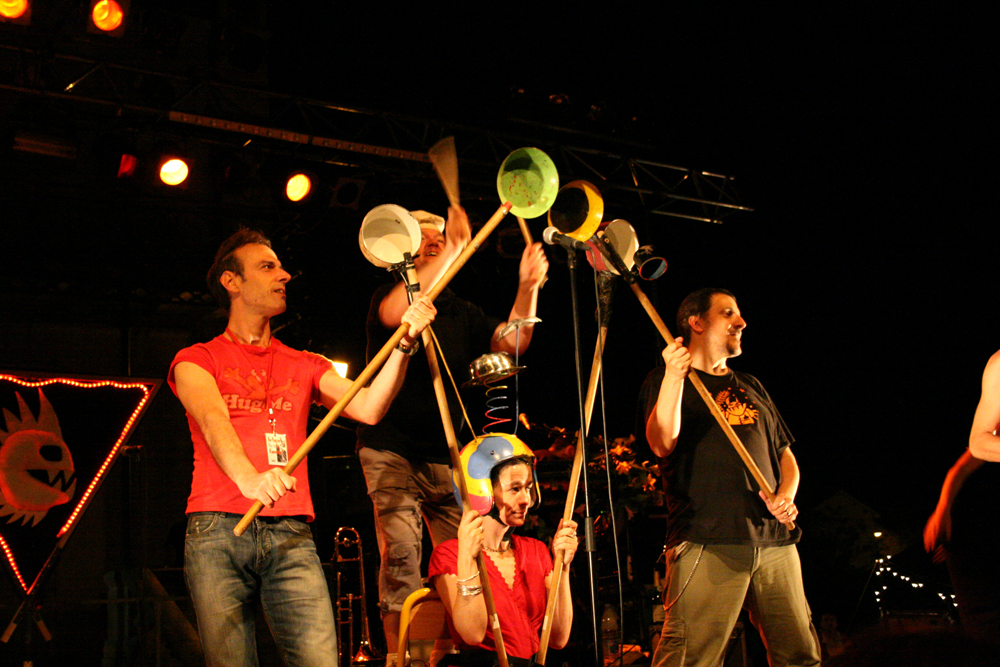
Raoul Petite 2007

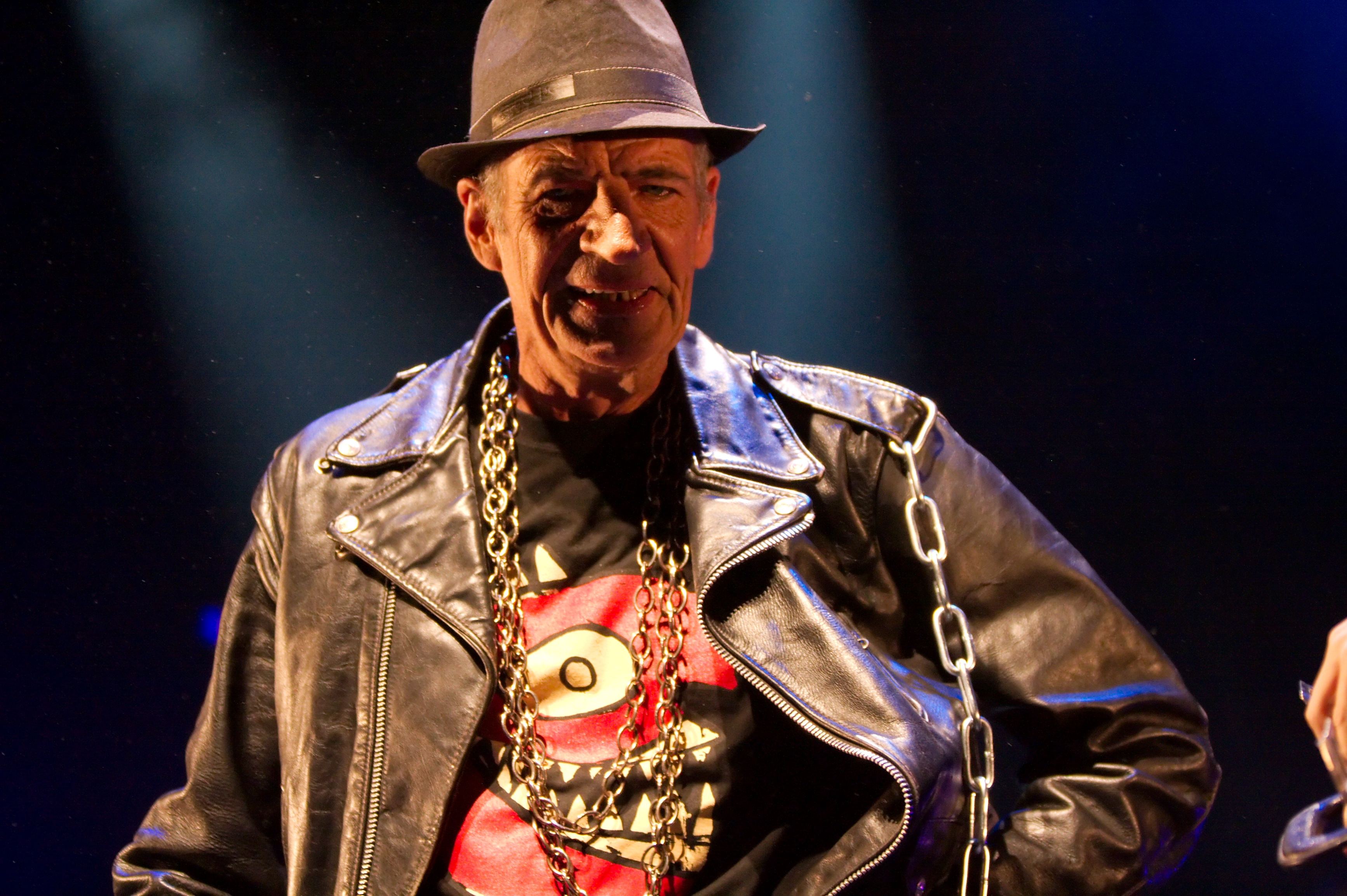
Bandleader Christian Picard im Jahr 2009

Raoul Petite gründeten sich im Jahr 1979 in der Stadt Apt im französischen Gebirgsmassiv Luberon im Département Vaucluse. Die Gründungsmitglieder waren Christian Picard, genannt Carton, die Sängerin Odile Avezard, genannt O'Hazard, die beiden Gitarristen Fred „Kader“ Tillard und Bertrand „Petite Bertha“ Bernardi, der Bassist Denis „Ben Radis“ Bernardi, die zwei Saxophonisten Maurice „Momo le Proprio“ Ducastaing und Bruno „Le Baron“ Huet und der Schlagzeuger Toto „Des Lazarins“ Incherman. Nachdem Raoul Petite ab 1981 als Vorband unter anderem von Jacques Higelin und Pierre Vassiliu auftraten, hatte die Band ihre ersten Solokonzerte in Frankreich. Im selben Jahr kam das erste Album mit dem Namen C’est sûr si t'assures, c'est pas dur auf dem französischen Label Musidisc heraus. Das zweite Album, das live mitgeschnitten wurde, erschien bereits ein Jahr darauf auf dem Label CPA Disques. Vor der Veröffentlichung kam Marjorie Savino als dritte Sängerin dazu und blieb bis 1989 ein festes Mitglied der Band. Seit 1995 tritt die Band auch im Ausland auf, darunter in der Schweiz, Belgien, Spanien, Italien und Ungarn. In Kanada hatten Raoul Petite ihr erstes Konzert außerhalb von Europa. Im Jahr 2003 verließ der Gitarrist und Songwriter Frédéric Tillard die Band. Er war seit der Gründung ein festes Mitglied und der Komponist vieler erfolgreicher Songs der Gruppe. Im Jahr 2005 erschien eine DVD mit dem Namen La Grande Histoire de Raoul Petite. Diese enthielt Videoclips, Studioaufnahmen und Konzertmaterial aus den Jahren zwischen 1981 und 2005. Das bisher letzte Album mit dem Namen Ni vieux, ni maitre erschien im Jahr 2020.

## Zusammensetzung
Die Besetzung der Band wechselte im Laufe der Jahre immer wieder. Lediglich der Kopf der Band, Christian Picard ist von Anfang an dabei. Bis zum Jahr 2013 wirkten insgesamt 28 Musiker und 9 Sängerinnen mit. Auch die Anzahl an Mitgliedern schwankte bisher immer wieder zwischen acht und 13. Zurzeit (2020) bestehen Raoul Petite aus elf Musikern. Am häufigsten wechselten in den Jahren die Sängerinnen. Die Mitbegründerin Odile Avezard war bis 1981 die einzige Sängerin. Danach wurde sie unterstützt von Marjorie Savino. Beide waren bis 1990 bei Raoul Petite. Ab 1988 trat die Band auch zum Teil mit drei Sängerinnen auf. Zu erwähnen ist auch Irène Porcu die 1992 bis 2003 ein ständiges Mitglied war. Die jetzige Sängerin Cathy Casy ist seit 2003 eine Angehörige der Band. Die zweite Sängerin Juliette Masse die ebenfalls seit 2003 dabei war, ist im Jahr 2012 zeitweise ausgestiegen. Derzeit (2020) treten Raoul Petite mit drei Sängerinnen auf.
|                                                    | 1980 | 1981 | 1983 | 1985 | 1988 | 1989 | 1992 | 1994 | 1996 | 2000 | 2003 | 2004 | 2011 | 2012 | 2013 |
| -------------------------------------------------- | ---- | ---- | ---- | ---- | ---- | ---- | ---- | ---- | ---- | ---- | ---- | ---- | ---- | ---- | ---- |
| Bandmitglieder                                     | 9    | 10   | 11   | 11   | 13   | 12   | 11   | 10   | 9    | 9    | 8    | 9    | 9    | 10   | 10   |
| Gesang                                             | 2    | 3    | 3    | 3    | 4    | 4    | 4    | 3    | 2    | 2    | 2    | 3    | 3    | 3    | 3    |
| Christian Picard „Carton“                          | X    | X    | X    | X    | X    | X    | X    | X    | X    | X    | X    | X    | X    | x    | x    |
| Odile Avezard „O’Hazard“                           | X    | X    | X    | X    | X    | X    |      |      |      |      |      |      |      |      |      |
| Marjorie Savino „Marjo“                            |      | X    | X    | X    | X    | X    |      |      |      |      |      |      |      |      |      |
| Marie Line Marolany „Maro“                         |      |      |      |      | X    | X    |      |      |      |      |      |      |      |      |      |
| Agnès Puget „de Marseille“                         |      |      |      |      |      |      | X    |      |      |      |      |      |      |      |      |
| Sylvie Xaména „de Marseille“                       |      |      |      |      |      |      | X    |      |      |      |      |      |      |      |      |
| Irène Porcu „René“                                 |      |      |      |      |      |      | X    | X    | X    | X    | X    |      |      |      |      |
| Kelly Ann Adamson „Kelly from Paris“               |      |      |      |      |      |      |      | X    |      |      |      |      |      |      |      |
| Cathy Casy „Annie Cordy“                           |      |      |      |      |      |      |      |      |      |      |      | X    | X    | X    | X    |
| Juliette Masse „Juliette Gueiko“                   |      |      |      |      |      |      |      |      |      |      |      | X    | X    | X    |      |
| Gitarre                                            | 2    | 2    | 2    | 2    | 2    | 2    | 2    | 2    | 2    | 2    | 1    | 1    | 1    | 1    | 1    |
| Fred Tillard „Kader“                               | X    | X    | X    | X    | X    | X    | X    | X    | X    | X    |      |      |      |      |      |
| Bertrand Bernardi „Petite Bertha“                  | X    |      |      |      |      |      |      |      |      |      |      |      |      |      |      |
| François Delfin „le Tchoi“                         |      | X    | X    | X    |      |      |      |      |      |      |      |      |      |      |      |
| Marc Ceccaldi „Markus“                             |      |      |      |      | X    | X    | X    | X    | X    | X    | X    | X    | X    | X    | X    |
| Bass                                               | 1    | 1    | 1    | 1    | 1    | 1    | 1    | 1    | 1    | 1    | 1    | 1    | 1    | 1    | 1    |
| Denis Bernardi „Ben Radis“                         | X    |      |      |      |      |      |      |      |      |      |      |      |      |      |      |
| Nicolas Fiszman „le Belge“                         |      |      | X    |      |      |      |      |      |      |      |      |      |      |      |      |
| Patrick Richard „Pat le Nerveux“                   |      | X    | X    | X    | X    |      |      |      |      |      |      |      |      |      |      |
| Freddy Simbolotti „Kevin“                          |      |      |      |      |      | X    | X    |      | X    | X    | X    | X    | X    | X    |      |
| Fred Fall „Misterfal“                              |      |      |      |      |      |      |      | X    |      |      |      |      |      |      |      |
| Clément Aubert                                     |      |      |      |      |      |      |      |      |      |      |      |      |      | X    | X    |
| Saxophon                                           | 2    | 2    | 2    | 2    | 4    | 3    | 2    | 2    | 2    | 2    | 2    | 2    | 2    | 3    | 3    |
| Maurice Ducastaing „Momo le Proprio“               | X    | X    | X    | X    | X    | X    | X    | X    |      |      |      |      |      |      |      |
| Bruno Huet „le Baron“                              | X    | X    | X    | X    | X    | X    |      |      |      |      |      |      |      |      |      |
| Christophe Dutret „Professionnel de la Profession“ |      |      |      |      | X    |      |      |      |      |      |      |      |      |      |      |
| Marc Slyper „Professionnel de la Profession“       |      |      |      |      | X    |      |      |      |      |      |      |      |      |      |      |
| Jean-Baptiste Dobiecki „J.B.“                      |      |      |      |      |      | X    |      |      |      |      |      |      |      |      |      |
| Fabien Cartalade „Petit Zèbre Apeuré“              |      |      |      |      |      |      | X    | X    | X    | X    |      |      |      |      |      |
| Christophe Jullian „Mario“                         |      |      |      |      |      |      |      |      | X    | X    | X    | X    | X    |      |      |
| Raphaël André „Rémon le Tromblon“                  |      |      |      |      |      |      |      |      |      |      | X    | X    | X    |      |      |
| Klavier                                            | 0    | 0    | 1    | 1    | 1    | 1    | 1    | 1    | 1    | 1    | 1    | 1    | 1    | 1    | 1    |
| Nicolas Fiszman „le Belge“                         |      |      | X    |      |      |      |      |      |      |      |      |      |      |      |      |
| Hervé Bouffartigues „le Bouiff“                    |      |      |      | X    |      |      |      |      |      |      |      |      |      |      |      |
| Alain Nicolas „le Nain“                            |      |      |      |      | X    | X    | X    | X    | X    | X    | X    | X    | X    | X    | X    |
| Schlagzeug                                         | 1    | 2    | 2    | 2    | 1    | 1    | 1    | 1    | 1    | 1    | 1    | 1    | 1    | 1    | 1    |
| Toto Incherman „Des Lazarins“                      | X    |      |      |      |      |      |      |      |      |      |      |      |      |      |      |
| David Salkin „Mickey“                              |      | X    | X    | X    |      |      |      |      |      |      |      |      |      |      |      |
| Christophe Monthieux „Tof“                         |      | X    | X    | X    |      |      |      |      |      |      |      |      |      |      |      |
| Michel Mangiaracina „Pepou“                        |      |      |      |      | X    | X    | X    |      |      |      |      |      |      |      |      |
| Fred Sicard „Don Diego de Las Vegas“               |      |      |      |      |      |      |      | X    | X    |      |      |      |      |      |      |
| Stef Boutier „Stef de Monac“                       |      |      |      |      |      |      |      |      |      | X    | X    | X    | X    | X    |      |
| Mario Illa                                         |      |      |      |      |      |      |      |      |      |      |      |      |      | X    | X    |

## Musikstil & Bühnenpräsenz
Raoul Petite vereinen viele musikalische Stilelemente. Einige Songs sind eher dem Reggae zuzuordnen, andere wiederum sind rockig, dabei oft von arabischen oder slawischen Melodien geprägt. Hiphop-Elemente sind ebenso zu finden wie extensive Rockgitarrensoli. Generell dem Pop- und Rockgenre zuzuordnen, zeichnen sich Raoul Petite durch eine Betonung der elektrischen Gitarre aus, die sie mit der Komplexität der Kompositionen gelegentlich in die Nähe von Frank Zappa rückt. Raoul Petite spielte 2011 auch auf dem Musikfestival Zappanale in Bad Doberan, das der Musik des Komponisten und Musikers Frank Zappa gewidmet ist. Der Schwerpunkt ihrer Konzerte liegt jedoch in Frankreich, besonders in Raoul Petites Ursprungsregion, der Provence im Süden des Landes.
Die Band zeichnet sich durch eine expressive, fantasievolle Bühnenperformance aus. Zu fast jedem Song kleiden sich die Sänger neu ein. Die Lieder werden theatralisch mit diversen Requisiten aufgeführt.
In einem Interview für die Zappanale bezeichnen Raoul Petite Frank Zappa als großes Vorbild, nicht nur, was das Niveau der Parodie betrifft, sondern auch den Anspruch, ernsthafte Musik zu machen, ohne sich selbst zu ernst zu nehmen. Kopieren wollen Raoul Petite Zappas Musik jedoch nicht, da er unvergleichlich sei. Der Bandname Raoul Petite ist nach Aussage der Band im Interview direkt von einer Szene in Frank Zappas Film 200 Motels abgeleitet. Demnach sprach ein Bandmusiker von seiner road fatigue, der Reisemüdigkeit vom Tourneeleben. Die bisher namenlosen Musiker aus Apt meinten, auf Französisch klänge das wie Raoul Petite – und hatten so ihren Bandnamen gefunden.

## Diskografie

### Alben
- 1984: C'est sûr si t'assures c'est pas dur – Musidisc, OM Records
- 1985: Vivant – CPA Disques
- 1989: Karaï – Abacab Records
- 1991: Moulé à la louche – Disc'Az, Musicdisc
- 1994: Plus fort les guitares – Cannibal Pigs
- 1994: Les Introuvables Live 82 88 – Orphalèse Et Suite
- 1995: Têt de Krän – Musicdisc
- 1996: Les Introuvables – Cannibal Pigs (Kompilation)
- 1998: Rire c'est pas sérieux – Cannibal Pigs
- 2005: Dans Ton Kulte – Cannibal Pigs, Supersonic
- 2005: La Grande Histoire de Raoul Petite – Cannibal Pigs, Supersonic (Kompilation mit DVD)
- 2011: Yes Futur ? – Cannibal Pigs
- 2017: LIVES 1980 2007 – Cannibal Pigs (Kompilation)
- 2020: Ni vieux ni maitre – Cannibal Pigs

### Singles
- 1984: Sable Fin, Cocotiers (Bananaze) (7", Single) – CPA Disques, Om Records
- 1984: C'est sûr si t'assures c'est pas dur (12", EP, Promo) – OM Records
- 1984: C'est sûr si t'assures c'est pas dur (7") – Not On Label (Raoul Petite Self-released)
- 1985: Oh! Louise!! – Abacab Records, Om Records
- 1985: Paris Tokyo (7") – Disc'Az
- 1989: Karaï (12") – Musidisc, LPA Productions
- 1989: Toujours vivant / Hey mama (7") – Abacab Records
- 1995: Funny Girl (CD, Single) – Musidisc
- 1998: Enregistrements Inédits (CD, Single, Promo, Car) – Universal
- 2008: Mamadou m'a dit (CD, Maxi) – Cannibal Pigs
- 2016: Soyons légers (CD, EP) – Cannibal Pigs
- 2019: Amours Kamikazes Durantin REMIX (CD, Single, Promo) – Cannibal Pigs

## Filmografie
- 1992: Raoul en Vélo
- 2005: La Grande Histoire de Raoul Petite (DVD + CD)
- 2007: Raoul Petite – LIVE (DVD)
- 2016: Çà fait mal
- 2020: Live session Naturalive
- 2020: Amour Kamikaze